# Île Cana
Pour les articles homonymes, voir Cana.
L'Île Cana (en italien Isola Cana) est une île italienne rattachée administrativement à San Teodoro, commune de la province de Sassari, en Sardaigne.

## Description
L'île, inhabitée, est un écueil situé en face de Punta di Monte Pedrosu.
L'île Cana fait partie de l'Aire naturelle marine protégée Tavolara - Punta Coda Cavallo.